# Отог – Передній стяг
38°10′56″ пн. ш. 107°28′30″ сх. д. / 38.18226° пн. ш. 107.47509° сх. д.
Отог – Передній стяг (кит. 鄂托克前旗, пін. Ètuōkè Qiánqí) — один із повітів КНР у складі префектури Ордос, Внутрішня Монголія. Адміністративний центр — містечко Олжоч.

## Географія
Отог – Передній стяг лежить на заході пустелі Му-Ус.

### Клімат
Хошун знаходиться у зоні, котра характеризується кліматом помірних степів та напівпустель. Найтепліший місяць — липень із середньою температурою 23 °C. Найхолодніший місяць — січень, із середньою температурою -9,3 °С.
| Клімат хошуну Отог – Передній стяг | Клімат хошуну Отог – Передній стяг | Клімат хошуну Отог – Передній стяг | Клімат хошуну Отог – Передній стяг | Клімат хошуну Отог – Передній стяг | Клімат хошуну Отог – Передній стяг | Клімат хошуну Отог – Передній стяг | Клімат хошуну Отог – Передній стяг | Клімат хошуну Отог – Передній стяг | Клімат хошуну Отог – Передній стяг | Клімат хошуну Отог – Передній стяг | Клімат хошуну Отог – Передній стяг | Клімат хошуну Отог – Передній стяг | Клімат хошуну Отог – Передній стяг |
| Показник                           | Січ.                               | Лют.                               | Бер.                               | Квіт.                              | Трав.                              | Черв.                              | Лип.                               | Серп.                              | Вер.                               | Жовт.                              | Лист.                              | Груд.                              | Рік                                |
| Середній максимум, °C              | −0,5                               | 3,5                                | 10                                 | 17,7                               | 23,6                               | 27,9                               | 29,6                               | 27,3                               | 22,5                               | 16,1                               | 8,2                                | 1,2                                | 15,6                               |
| Середня температура, °C            | −9,3                               | −4,9                               | 2,1                                | 10                                 | 16,5                               | 21,1                               | 23                                 | 20,7                               | 15,4                               | 8,2                                | −0,4                               | −7,4                               | 7,9                                |
| Середній мінімум, °C               | −16,5                              | −12,1                              | −4,9                               | 2,4                                | 8,9                                | 13,6                               | 16,3                               | 14,6                               | 8,9                                | 1,5                                | −7,1                               | −14,3                              | 0,9                                |
| Норма опадів, мм                   | 2.1                                | 2.5                                | 6.9                                | 11.2                               | 29.1                               | 32.2                               | 52.4                               | 66.2                               | 32.2                               | 13.7                               | 4.4                                | 1.4                                | 254.3                              |
| Вологість повітря, %               | 52                                 | 46                                 | 41                                 | 36                                 | 39                                 | 45                                 | 55                                 | 63                                 | 62                                 | 56                                 | 52                                 | 52                                 | 49.9                               |
| ---------------------------------- | ---------------------------------- | ---------------------------------- | ---------------------------------- | ---------------------------------- | ---------------------------------- | ---------------------------------- | ---------------------------------- | ---------------------------------- | ---------------------------------- | ---------------------------------- | ---------------------------------- | ---------------------------------- | ---------------------------------- |
| Джерело: data.cma.cn               |                                    |                                    |                                    |                                    |                                    |                                    |                                    |                                    |                                    |                                    |                                    |                                    |                                    |